# Väsby OK
Väsby OK är en orienteringsklubb ifrån Upplands Väsby som bildades den 12 november 1944. Den har en stuga i Runby.

## Historik
Den 12 november hade man ett möte kring att starta en orienteringsklubb. På mötet kom man fram till att den nya orienteringsklubben skulle heta Skogskamraterna. Men STOF godtog inte namnet och man blev tvungen att ändra det till Väsby OK.
1976 arrangerade Väsby OK 25-manna, de utökade tävlingsreglerna så att minst tre damer skulle ingå i laget och på fem av sträckorna fick inte H15-H56 vara med. Till tävlingen i Runby kom 54 lag och Södertälje IF vann sin första seger i 25manna.